# Brnjaci
Brnjaci su naseljeno mjesto u općini Kiseljak, Federacija Bosne i Hercegovine, BiH.

## Stanovništvo

### Popisi 1971. – 1991.
| Brnjaci            |              |              |              |
| godina popisa      | 1991.        | 1981.        | 1971.        |
| Hrvati             | 839 (88,50%) | 480 (81,35%) | 361 (94,01%) |
| Muslimani          | 48 (5,06%)   | 37 (6,27%)   | 8 (2,08%)    |
| Srbi               | 13 (1,37%)   | 6 (1,01%)    | 14 (3,64%)   |
| Jugoslaveni        | 25 (2,63%)   | 67 (11,35%)  | 0            |
| ostali i nepoznato | 23 (2,42%)   | 0            | 1 (0,26%)    |
| ukupno             | 948          | 590          | 384          |

### Popis 2013.
| Brnjaci            |              |
| godina popisa      | 2013.        |
| Hrvati             | 912 (85,63%) |
| Bošnjaci           | 104 (9,77%)  |
| Srbi               | 31 (2,91%)   |
| ostali i nepoznato | 18 (1,69%)   |
| ukupno             | 1.065        |

## Šport
U Brnjacima postoji nogometni klub zvan NK Brnjaci. Klub se trenutno natječe u 2. županijskoj ligi Županije središnja Bosna.

## Kultura
U Brnjacima postoji društveni dom, poznatiji pod nazivom Hrvatski dom Brnjaci. U ovom objektu se nalaze čitaonica, uredi Mjesne zajednice Brnjaci, Hrvatskog kulturno - umjetničkog društva "Brnjaci" i Udruge mladih "Feniks".
U Brnjacima postoji Hrvatsko kulturno-umjetničko društvo "Brnjaci". Društvo je reorganizirano 31. listopada 2004.

## Vjerski objekti
U Brnjacima se nalazi katolička crkva Sv. Ivana Krstitelja, koji je i zaštitnik MZ Brnjaci. Crkva je sagrađena 1967. godine.
U selu Čalikovac postoji i zavjetno vrelo sv. Ivana Krstitelja.